# Tarco Huamán
Tarco Huamán (du quechua Tarqu Waman) est un souverain inca du royaume de Cuzco. Son règne est bref car il est rapidement renversé par son frère ou cousin Capac Yupanqui. C’est à cause de son renversement par son cousin qu’il ne figure pas sur la Capacuna (liste des souverains) en tant que Sapa Inca V.
Selon le modèle diarchique de l'histoire inca, qui le considère comme successeur du semi-légendaire Sinchi Roca, il co-règne l'empire inca cuzquénien avec le souverain hanan Yahuar Huacac.

## Biographie
Tarco Huaman est le fils de Mayta Cápac et de sa Qoya, ou femme principale, Mama Tancaray, petit-fils de Lloque Yupanqui et cousin de Cápac Yupanqui. Il est le fruit d'une alliance entre les Collaguas (es) et les incas. 
Fils du sapa inca, il est désigné comme hériter par son père et lui succède après sa mort.
Cependant son règne est court car il est renversé par son cousin Capac Yupanqui dont le premier acte en tant que souverain inca est de tuer neuf des frères de Tarco et de faire prêter allégeance aux autres s'assurant ainsi le trône,.
Capac Yupanqui conquit par la suite les populations du Cuyoyanca (à 22 km de Cuzco). Pour gouverner ce territoire, il nomme son cousin Tarco Huaman seigneur (kuraka), avec pour charge de remettre chaque année mille cages d’oiseaux de la selva et de la puna. Ces oiseaux sont utilisés dans les cérémonies et les rituels, et leurs plumes multicolores servent à la confection des habits du monarque.